# Кверкфьёдль
Кверкфьёдль (исл. Kverkfjöll) — горный хребет, расположенный на северо-восточной границе ледника Ватнайёкюдль в Исландии. Вместе с ледником Кверкйёкюдль находится между Ватнайёкюдлем и Дингьюфьёдлем. Горы Кверкфьёдль являются активными вулканами в настоящее время. Особенно часто извержения происходили в 1720-х гг.
Под горным хребтом расположен крупный магматический очаг, являющийся причиной образования ледниковых пещер. Пещеры не следует посещать из-за риска обрушения.
На некотором расстоянии находятся горячие источники Hveradalir. В 10 км к северо-западу находится лавовое поле Holuhraun.
Основная часть потока реки Йёкюльсау-ау-Фьёдлюм течёт из данной местности.